# Соснин, Игорь Николаевич
Игорь Николаевич Соснин (4 января 1944, Армавир — 11 ноября 1991, Новосибирск) — советский журналист, работник телевидения, редактор газеты «Вечерний Новосибирск» (1988—1991).

## Биография
Родился 4 января 1944 года в Армавире Краснодарского края. Окончил Московский государственный университет, где получил специальность литературного работника радиовещания и телевидения.
С 1968 года трудился корреспондентом, редактором и старшим редактором Новосибирского телевидения. Под его руководством выходили передачи «Автографы месяца» (телеобзор о жизни молодого поколения области), «Краснознамённая Гвардейская Таманская в гостях у ребят 182-й школы» (встречи героев труда, участников войны и революции с молодежью), «Внимание, микрофон ваш!» (патриотические песенные конкурсы), «Нас 100  тысяч» (профессиональные конкурсы работников), «Судьбы моей простое полотно».
В 1978 году занял должность начальника главной редакции телевизионной информации, которая в период его управления выпускала программы «Панорама новостей» (о людях и событиях в области и городе), «Вахта урожая» (о кормозаготовках и уборке урожая) и готовила сюжеты для Центрального телевидения.
Весной 1979 года по приказу председателя Гостелерадио СССР был утверждён собственным корреспондентом Госкомитета по Новосибирской области; работал корреспондентом информационной программы «Время».
С 1988 по 1991 год возглавлял «Вечерний Новосибирск»; при нём газета получила статус независимого городского издания (1990).
Выступал за возвращение собора Александра Невского церкви.

## Награды
В 1987 году удостоен премии Союза журналистов СССР за лучшую журналистскую работу года — цикл телевизионных передач «Прожектор перестройки».